# Intérieur (Maeterlinck)
Pour les articles homonymes, voir Intérieur.
Intérieur est une pièce de théâtre symboliste en un acte du dramaturge belge Maurice Maeterlinck écrite en 1894. C'est l'une de ses quelques pièces écrites pour le théâtre de marionnettes, avec Alladine et Palomides et La Mort de Tintagiles.
La pièce a été créée au théâtre de l'Œuvre à Paris le 15 mars 1895.

## Personnages
Dans le jardin
- Le Vieillard
- L'Étranger
- Marthe, Marie - petites-filles du Vieillard
- Un paysan
- La foule

Dans la maison (personnages muets)
- Le père
- La mère
- Les deux filles
- L'enfant

## Argument
Le vieillard et l'étranger sont arrêtés au bord d'un jardin d'où ils voient, à travers les fenêtres de la maison, le père, la mère, les deux filles et l'enfant endormi. Le vieillard et l'étranger sont dépositaires d'une tragique nouvelle : le corps de l’une des filles de cette famille a été découvert dans le fleuve. Comment l’annoncer ? Comment faire entrer la mort dans la vie paisible de cette famille ? Alors que la foule approche avec le corps, le vieillard se résout à frapper à la porte de la maison pour informer les membres de la famille de la mort de l'une des leurs.

## Commentaires
Le thème principal de la pièce est la mort. Maeterlinck crée une tension en opposant l'angoisse des personnages dans le jardin avec la sérénité et l'ignorance de la famille à l'intérieur de la maison.
Maeterlinck, lecteur avide d'Arthur Schopenhauer, croyait que l'homme était totalement impuissant face aux forces du destin. Estimant qu'aucun acteur, en raison des limites de sa gestuelle et de ses expressions, ne serait capable de représenter le symbolisme des personnages de ses pièces, Maeterlinck estima que les marionnettes seraient une excellente alternative. Étant guidées par des cordes manipulées par un marionnettiste, les marionnettes sont donc une excellente représentation du contrôle complet du destin sur l'homme.
Maeterlinck ne précise jamais si la mort de la jeune fille est due à un suicide. L'étranger : « Des paysans m'ont dit qu'ils l'avaient vue errer jusqu'au soir sur la rive... », et le vieil homme : « Elle a souri comme sourient ceux qui veulent se taire ou qui ont peur qu'on ne comprenne pas... Elle semblait n'espérer qu'avec peine... ».
Ingvar Holm (sv), dans son Anthologie, souligne que le titre Intérieur est ambigu. Non seulement l'action se déplace du jardin vers l'intérieur de la maison, mais l'intrigue se déplace également sur un plan spirituel, toujours de l'extérieur vers l'intérieur.

## Mise en scène
- 1919 : entrée dans le répertoire de la Comédie-Française, dans mise en scène de Maurice de Féraudy à la Comédie-Française, avec Maurice de Féraudy (le Vieillard), M. Le Roy (l’Étranger), Mme Bovy (Marthe), Mme Ducos (Marie), Denis d’Inès (le père), Mme Nizan (l'aînée), Mme Dux (la mère) et Mme Lobry (la cadette)[1].

- 2017 : mise en scène de Nâzim Boudjenah au Studio de la Comédie-Française, avec Thierry Hancisse (le Vieillard), Anne Kessler (Marthe), Pierre Hancisse (l'Étranger) et Anna Cervinka (Marie)[2].